# Alakbar Taghiyev
Alakbar Taghiyev (en azerí: Ələkbər Tağıyev) fue un prominente compositor y autor de las canciones populares de Azerbaiyán.

## Biografía
Alakbar Taghiyev nació el 28 de abril de 1924 en Gəncə. Él recibió su primera educación en Ganyá. Después estudió en la Universidad Estatal de Derecho de Moscú. Él trabajó en la Fiscalía General hasta 1974, más de 30 años.
Alakbar Taghiyev recibió la educación musical en el Colegio de Música de Bakú en nombre de Asef Zeynalli. Él estudió en este colegio entre 1962 y 1964.
Alakbar Taghiyev comenzó su actividad de composición en 1958. Sus canciones fueron interpretadas por los famosos cantantes de Azerbaiyán como Rashid Behbudov, Shovkat Alakbarova, Rubaba Muradova, Zeynab Khanlarova y también por los extranjeros.